# 노 타임 포 너츠
노 타임 포 너츠(No Time For Nuts)는 미국에서 제작된 마이크 트메이어 감독의 2006년 애니메이션, 모험, 코미디, 가족, SF 영화이다. 크리스 웨지 등이 주연으로 출연하였고 존 C. 돈킨 등이 제작에 참여하였다.

## 출연
- 크리스 웨지
- 레이 로마노 (4D 개봉 전용)
- 존 레귀자모 (4D 개봉 전용)
- 데니스 리어리 (4D 개봉 전용)

### 유튜브
- Ice Age: No Time for Nuts 4-D